# Temporada 1969-70 de los San Diego Rockets
La temporada 1969-70 fue la tercera de los San Diego Rockets en la NBA. La temporada regular acabó con 27 victorias y 55 derrotas, ocupando el séptimo y último puesto de la división Oeste, no logrando clasificarse para los playoffs.

## Elecciones en elDraft
| Ronda | Puesto | Jugador         | Posición | Nacionalidad   | Universidad |
| ----- | ------ | --------------- | -------- | -------------- | ----------- |
| 1     | 6      | Bingo Smith     | Alero    | Estados Unidos | Tulsa       |
| 2     | 21     | Bernie Williams | Escolta  | Estados Unidos | La Salle    |
| 11    | 147    | Justus Thigpen  | Escolta  | Estados Unidos | Weber State |

## Temporada regular
| x-Atlanta Hawks        | 48 | 34 | .585 | –  |
| x-Los Angeles Lakers   | 46 | 36 | .561 | 2  |
| x-Chicago Bulls        | 39 | 43 | .476 | 9  |
| x-Phoenix Suns         | 39 | 43 | .476 | 9  |
| Seattle SuperSonics    | 36 | 46 | .439 | 12 |
| San Francisco Warriors | 30 | 52 | .366 | 18 |
| San Diego Rockets      | 27 | 55 | .329 | 21 |

## Estadísticas
| Rk | Jugador         | Edad | P  | PT | MP   | TC   | TCI  | %TC  | TL  | TLI | %TL  | RB   | AS  | FP  | PTS  |
| -- | --------------- | ---- | -- | -- | ---- | ---- | ---- | ---- | --- | --- | ---- | ---- | --- | --- | ---- |
| 1  | Elvin Hayes     | 24   | 82 |    | 44.7 | 11.1 | 24.6 | .452 | 5.2 | 7.6 | .688 | 16.9 | 2.0 | 3.3 | 27.5 |
| 2  | Stu Lantz       | 23   | 82 |    | 30.1 | 5.5  | 12.5 | .443 | 3.4 | 4.4 | .770 | 3.1  | 3.5 | 2.9 | 14.5 |
| 3  | Don Kojis       | 31   | 56 |    | 28.2 | 6.0  | 13.5 | .447 | 3.2 | 4.3 | .751 | 6.9  | 1.4 | 2.4 | 15.3 |
| 4  | Jim Barnett     | 25   | 80 |    | 26.3 | 5.6  | 12.5 | .451 | 3.6 | 4.6 | .790 | 3.8  | 3.6 | 2.8 | 14.9 |
| 5  | John Block      | 25   | 82 |    | 26.2 | 5.5  | 12.5 | .442 | 3.5 | 4.5 | .782 | 7.4  | 1.7 | 3.4 | 14.5 |
| 6  | Toby Kimball    | 27   | 77 |    | 21.1 | 2.8  | 6.6  | .429 | 1.4 | 2.4 | .578 | 8.1  | 1.2 | 2.4 | 7.1  |
| 7  | Rick Adelman    | 23   | 35 |    | 20.5 | 2.7  | 7.1  | .389 | 1.9 | 2.6 | .747 | 2.3  | 3.2 | 2.6 | 7.4  |
| 8  | Art Williams    | 30   | 80 |    | 19.3 | 2.4  | 5.8  | .407 | 1.1 | 1.5 | .746 | 3.7  | 6.3 | 2.1 | 5.8  |
| 9  | Bernie Williams | 24   | 72 |    | 17.1 | 3.5  | 8.9  | .392 | 1.3 | 1.7 | .787 | 2.2  | 2.3 | 1.7 | 8.3  |
| 10 | Bingo Smith     | 23   | 75 |    | 16.0 | 3.2  | 7.6  | .427 | 0.9 | 1.3 | .688 | 4.4  | 1.0 | 1.6 | 7.3  |
| 11 | John Trapp      | 24   | 70 |    | 14.6 | 2.6  | 6.2  | .426 | 1.0 | 1.5 | .692 | 4.4  | 0.7 | 2.9 | 6.3  |
| 12 | Pat Riley       | 24   | 36 |    | 13.2 | 2.1  | 5.0  | .417 | 1.1 | 1.5 | .727 | 1.6  | 2.4 | 1.9 | 5.3  |

## Galardones y récords
| Jugador     | Galardón |
| Elvin Hayes | All-Star |